# Vinbäck (naturreservat)
Vinbäck är ett naturreservat strax väster om gården Vinbäck i Vännäs kommun i Västerbottens län.
Området är naturskyddat sedan 2013 och är 24 hektar stort. Reservatet omfattar Lillmyrbergets topp och södra sida. Reservatet består av granskog och sumpskog.